# Androctonus australis
Espèce
Synonymes
- Scorpio australis Linnaeus, 1758
- Androctonus libycus Ehrenberg, 1828
- Androctonus funestus Ehrenberg, 1828
- Androctonus melanophysa Ehrenberg, 1828
- Androctonus priamus C. L. Koch, 1839
- Androctonus hector C. L. Koch, 1839
- Androctonus australis garzonii Goyffon & Lamy, 1973
- Androctonus australis africanus Lamy, Le Pape & Weill, 1974

Androctonus australis, le Scorpion jaune à queue large, est une espèce de scorpions de la famille des Buthidae.
Cette espèce est responsable de la majorité des décès par piqûres de scorpions en Afrique du Nord.

## Distribution
Cette espèce se rencontre en Algérie, en Tunisie, en Libye et en Égypte.

## Habitat
Androctonus australis vit plutôt dans les zones sableuses désertiques, mais on le rencontre également en campagne ou à proximité des habitations. En général, il ne creuse pas de terriers mais s'abrite sous des pierres.

## Description

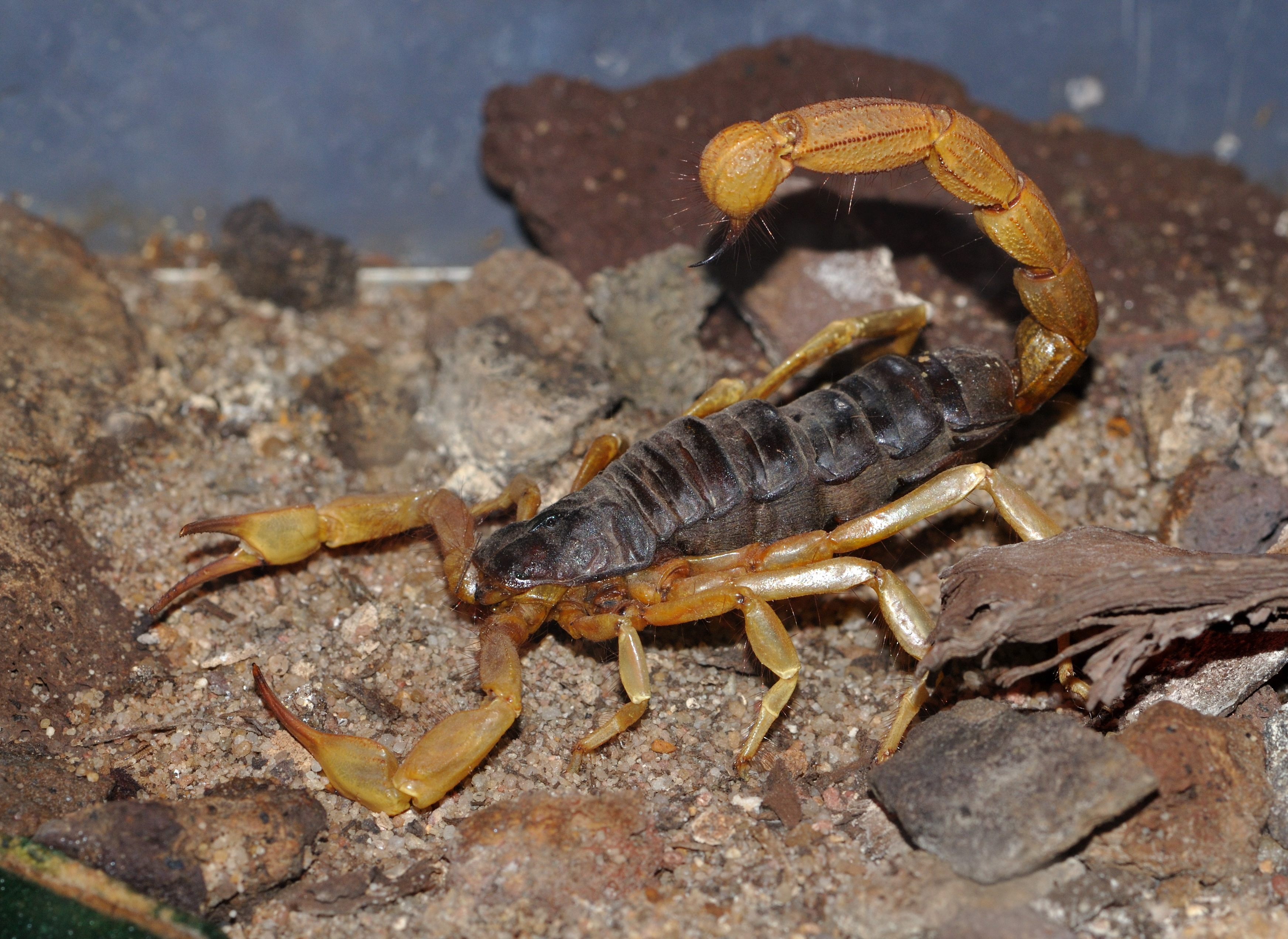
Androctonus australis

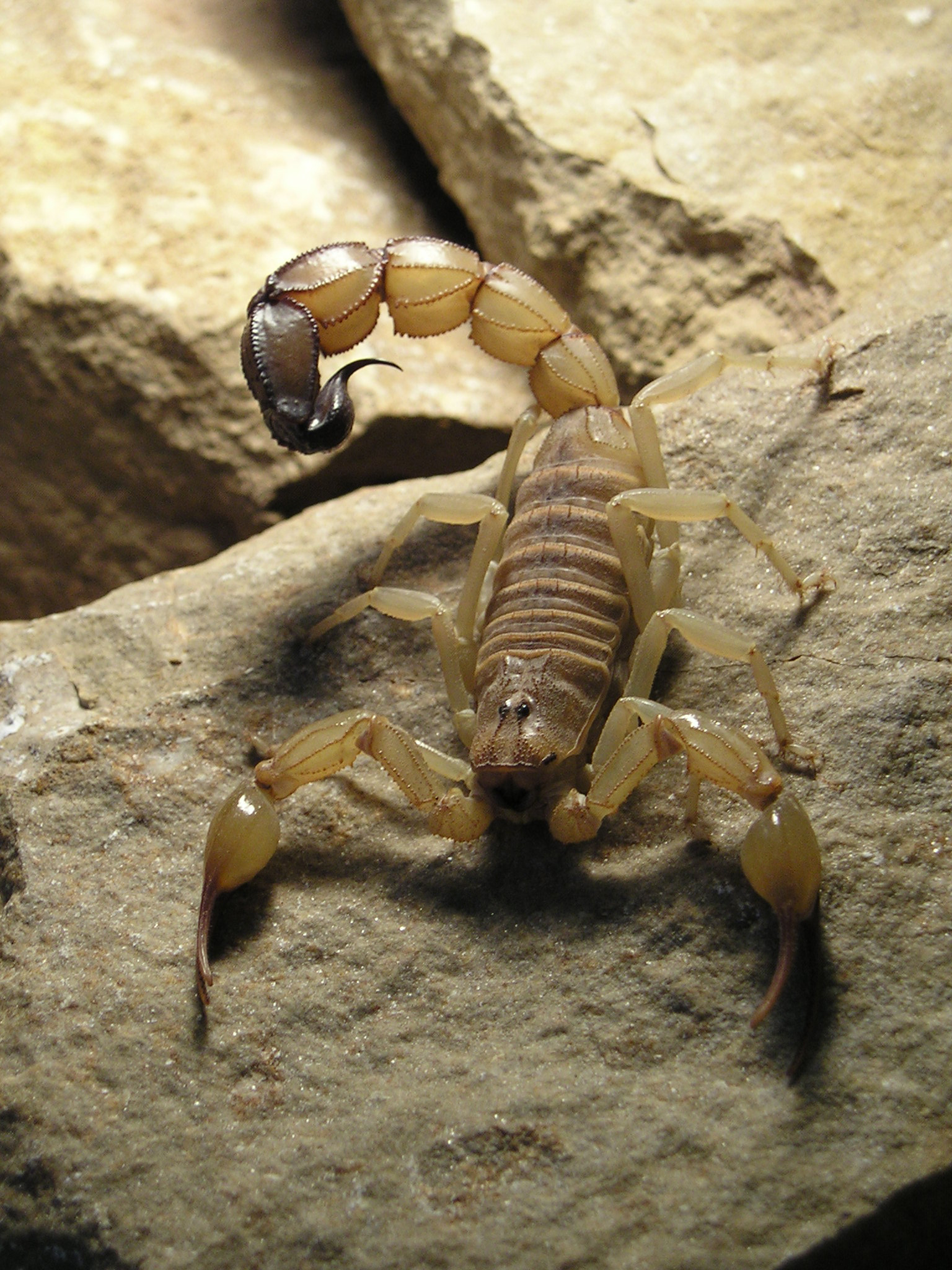
Androctonus australis mâle adulte

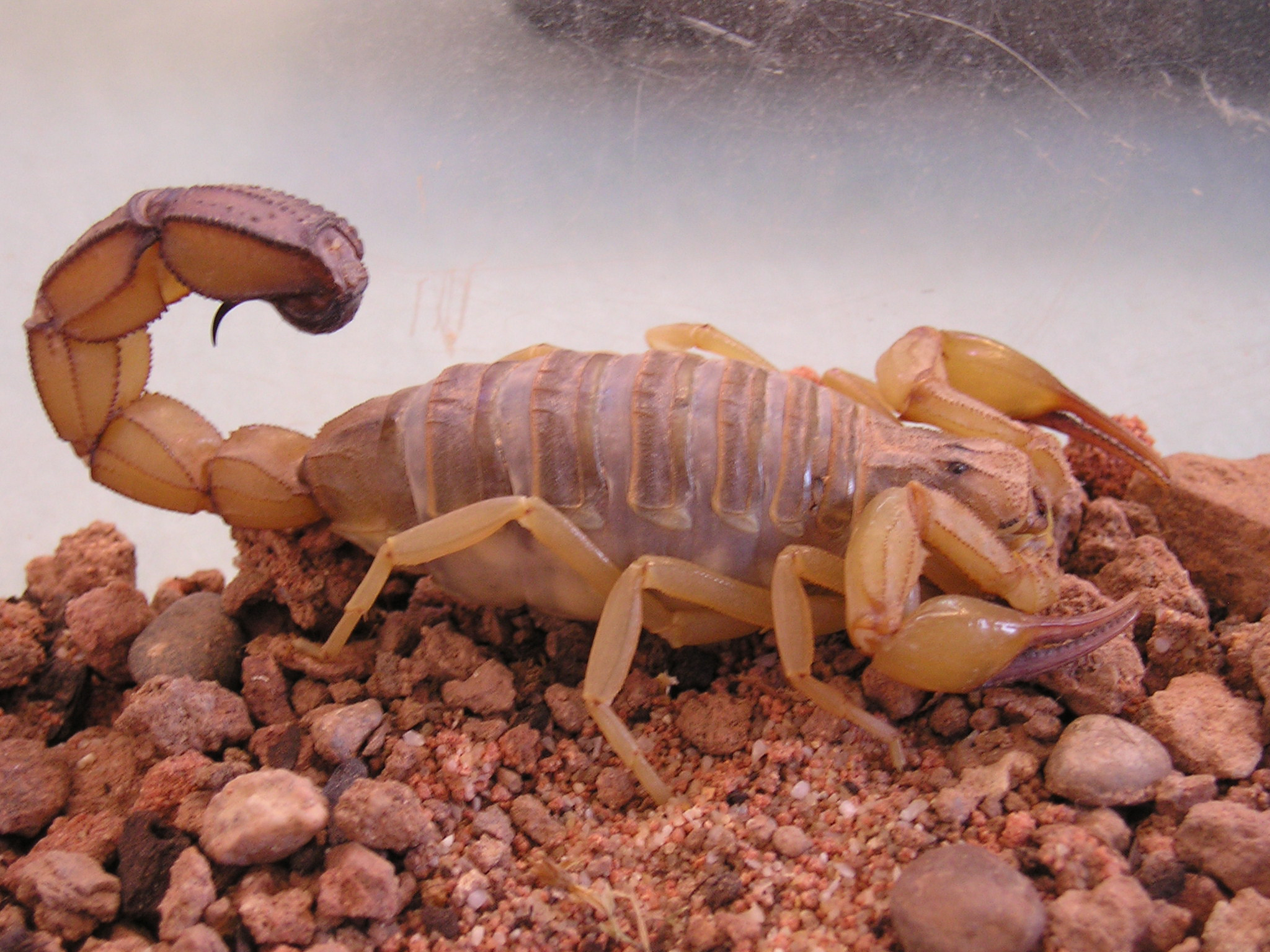
Androctonus australis femelle pleine

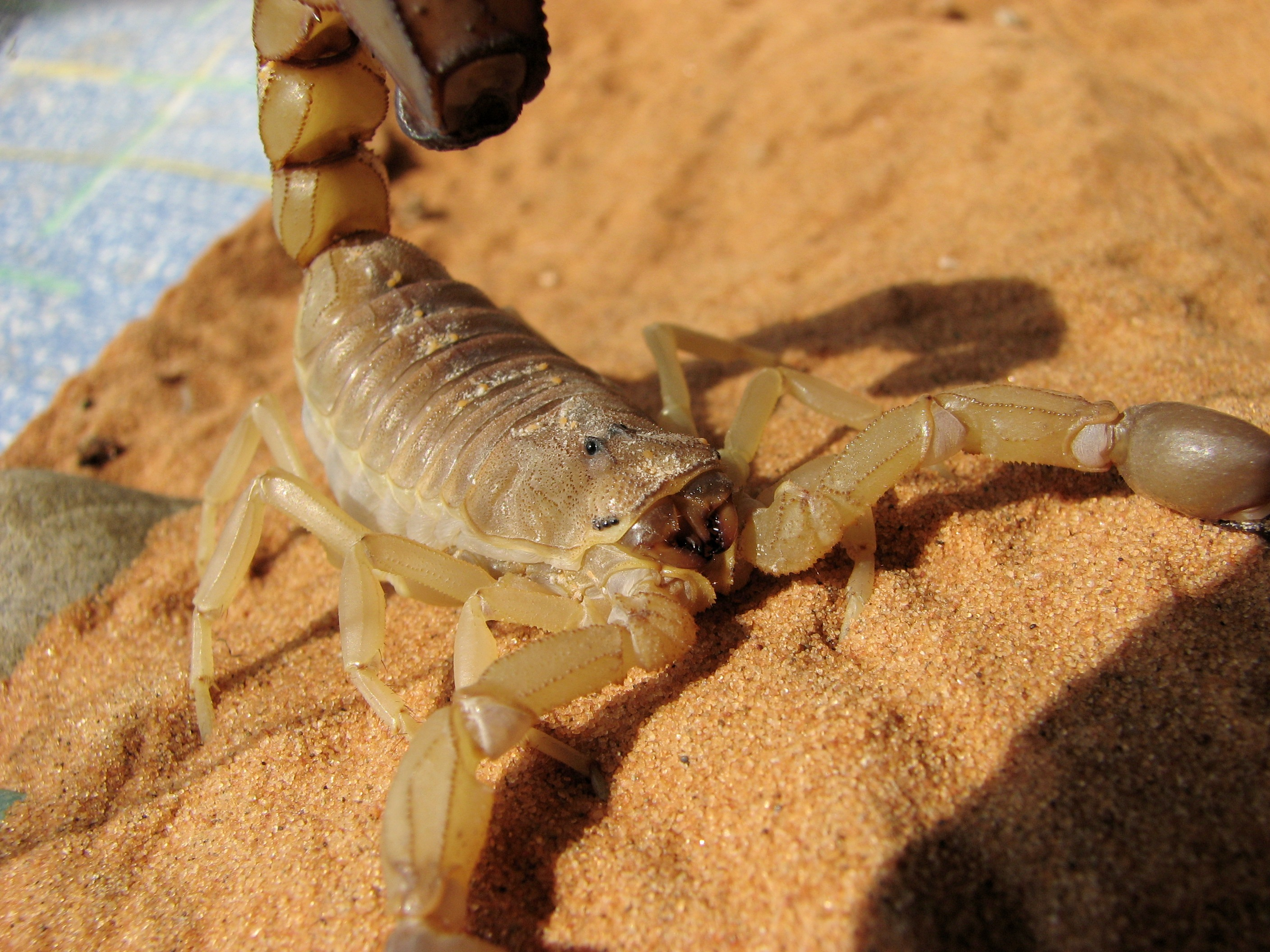
Androctonus australis femelle

Androctonus australis mesure jusqu'à 100 mm. Ce scorpion est jaune paille, des zones plus ou moins foncées sont présentes en divers endroits du corps (pinces et derniers anneaux de la queue notamment).
La queue (metasoma) présente des anneaux fortement élargis vers l'arrière.
Il se nourrit d'insectes, de lézards et de petits rongeurs.

## Reproduction
La reproduction débute par des préliminaires, qui consistent en une parade face à face, abdomen relevé, suivie d'une promenade, pince dans la pince. En effet le mâle prend sa partenaire par ses pinces et lui fait faire une petite promenade, lui à reculons et elle en avançant. Cette promenade est entrecoupée de pauses. Lorsque le couple est las de se promener, le mâle dirige la femelle en lieu sûr et l'accouplement commence. À vrai dire, il n'y a pas d'accouplement à proprement parler. Le mâle dépose son spermatophore et guide l’orifice génital de la femelle vers celui-ci.
La gestation est très longue et dure de 4 à 6 mois. La femelle met au monde de 30 à 90 jeunes scorpions (pulli) qui vont vivre sur son dos jusqu'à la première mue.
Androctonus australis subit de 7 à 8 mues avant d'atteindre la maturité sexuelle. Son espérance de vie est d'environ 5 ans.

## Venin
Son venin neurotoxique est très toxique et peut entraîner la mort chez l'homme, notamment chez les sujets âgés ou malades ou les jeunes enfants. Quand il n'est pas létal, le venin peut n'engendrer qu'une simple douleur vive mais il peut aussi provoquer des dégâts importants et parfois irréversibles.

## Systématique et taxinomie
Cette espèce a été décrite sous le protonyme Scorpio australis par Linnaeus en 1758. Elle est placée dans le genre Androctonus par Hemprich et Ehrenberg en 1828.
Androctonus funestus a été placée en synonymie par Thorell en 1876.
Androctonus libycus, Androctonus melanophysa, Androctonus priamus  et Androctonus hector  ont été placées en synonymie par Kraepelin en 1891.
Androctonus australis garzonii et Androctonus australis africanus ont été placées en synonymie par Lourenço en 2005.

## Publication originale
- Linnaeus, 1758 : Systema naturae per regna tria naturae, secundum classes, ordines, genera, species, cum characteribus, differentiis, synonymis, locis, ed. 10 (texte intégral).